# 박영수 (배우)
박영수(1977년 ~ )는 대한민국의 배우이다.

## 작품 활동

### 드라마
- 2003년 SBS 주간시트콤 《형사》
- 2004년 KBS2 주말연속극 《부모님 전상서》
- 2009년 SBS 미니시리즈 《미남이시네요》 - 작곡가 역
- 2014년 SBS 월화드라마 《신의 선물 - 14일》 - 경비원 역
- 2014년 MBC 주말연속극 《왔다! 장보리》 - 중국집 사장 역
- 2014년 KBS2 수목드라마 《조선 총잡이》 - 책방 상인 역
- 2014년 OCN 토요드라마 《나쁜 녀석들》 - 마성범 역
- 2014년 SBS 주말극장 《모던파머》 - 황만구 역
- 2015년 SBS 드라마 스페셜 《냄새를 보는 소녀》 - 경찰에 체포되는 남자 역
- 2015년 TV조선 & tvN 광복 70주년 특별기획 단막극《위대한 이야기 - 이주일의 못생겨서 죄송합니다》 - 이주일 역
- 2015년 KBS2 월화드라마 《후아유 - 학교 2015》 - 노래방 사장 역
- 2015년 MBC 일일연속극 《위대한 조강지처》
- 2015년 tvN 월화드라마 《신분을 숨겨라》
- 2015년 SBS 드라마 스페셜 《용팔이》 - 병원 원무과 직원 역
- 2015년 MBC 주말연속극 《내 딸, 금사월》
- 2016년 SBS 단막극 《퍽》 - 동호회 에이스 역
- 2015년 KBS2 주말연속극 《부탁해요, 엄마》
- 2016년 MBC 수목미니시리즈 《한 번 더 해피엔딩》
- 2016년 SBS 주말 특별기획 《미세스 캅 2》
- 2016년 OCN 일요드라마 《뱀파이어 탐정》 - 모델 소속사 대표 역
- 2016년 KBS2 수목미니시리즈 《마스터 - 국수의 신》
- 2016년 KBS2 월화드라마 《백희가 돌아왔다》 - 정씨 역
- 2016년 SBS 월화드라마 《닥터스》 - 남양여고 교사 역
- 2016년 tvN 불금불토스페셜 《신데렐라와 네명의 기사》 - 김 집사 역
- 2016년 SBS 월화드라마 《낭만닥터 김사부》 - 질병관리본부 위기대응 총괄과 담당자 역
- 2017년 MBC 수목드라마 《미씽나인》
- 2017년 SBS 월화드라마 《피고인》 - 변호사 역
- 2017년 MBC 미니미니 드라마 《세가지색 판타지 - 생동성 연애》 - 패스트푸드점 점장 역 (특별출연)
- 2017년 KBS2 월화미니시리즈 《완벽한 아내》
- 2017년 SBS 초감성 미니 드라마 《초인가족 2017》 - 이병욱 역
- 2017년 SBS 월화드라마 《엽기적인 그녀》 - 황가 역
- 2017년 SBS 드라마스페셜 《당신이 잠든 사이에》 - 자동차판매원 역
- 2017년 KBS2 단막극 《KBS 드라마 스페셜 - 나쁜 가족들》
- 2017년 SBS 드라마스페셜 《이판사판》 - 지하철 치한 역
- 2017년 tvN 수목드라마 《슬기로운 감빵생활》
- 2017년 TV조선 일일드라마 《너의 등짝에 스매싱》 - 감독 역
- 2017년 MBC 수목드라마 《로봇이 아니야》
- 2018년 JTBC 월화드라마 《으라차차 와이키키》 - 편의점사장 역
- 2018년 TV조선 특별기획 드라마 《대군 - 사랑을 그리다》
- 2018년 MBN 수목드라마 《마녀의 사랑》
- 2018년 KBS2 단막극 《KBS 드라마 스페셜 - 참치와 돌고래》
- 2018년 SBS 아침연속극 《강남 스캔들》 - 의상실 사장 역
- 2018년 SBS모비딕 숏폼 드라마 《갑툭튀 간호사》
- 2019년 KBS2 수목드라마 《왜그래 풍상씨》 - 횟집사장 역
- 2019년 MBC 수목미니시리즈 《신입사관 구해령》 - 김 서방 역
- 2019년 웹드라마 《소울플레이트》 - 박씨 역
- 2019년 KBS2 주말연속극 《사랑은 뷰티풀 인생은 원더풀》 - 나태평 역
- 2019년 MBC 수목미니시리즈 《하자있는 인간들》 - 교감 선생님 역
- 2020년 KBS2 수목드라마 《본 어게인》 - 철순 역
- 2020년 KBS2 단막극 《KBS 드라마 스페셜 - 도둑잠》 - 경찰 역
- 2021년 tvN 수목드라마 《여신강림》 - 콜럼버스 박 역
- 2021년 KBS2 월화드라마 《암행어사: 조선비밀수사단》 - 전라도 객주 역
- 2022년 JTBC 토일드라마 《기상청 사람들 : 사내연애 잔혹사 편》 - 유진의 직속 상사 역

### 영화
- 1996년 《세 친구》 - 차 부수는 불량아 역
- 2005년 《왕의 남자》 - 궁중 광대 역
- 2006년 《흡혈형사 나도열》 - 편의점 종업원 역
- 2006년 《사생결단》 - 투약자 건달 역
- 2006년 《삼거리 극장》 - 모스키토/송씨/표세동 박사 역
- 2007년 《1번가의 기적》 - 인터넷 기자 역
- 2007년 《색즉시공 시즌 2》 - 종민 역
- 2009년 《해운대》 - 호텔 수리공 역
- 2010년 《방가?방가!》 - 박관상 역
- 2011년 《강철대오 : 구국의 철가방》 - <미국 문화원 점거 학생들> 만수 역
- 2011년 《7광구》 - 장치순 역
- 2011년 《러브픽션》 - 영식 / 조사장 역
- 2012년 《타워》 - 신도들 역
- 2014년 《국제시장》 - 청년회 회장 역
- 2016년 《로봇, 소리》 - 청년회장 역
- 2017년 《보안관》 - 서 형사 역
- 2019년 《버티고》 - 박 팀장 역

### 광고
- 2020년 리니지M 스페셜 무비 IX - 면접관 역